# Воробьёв, Пётр Семёнович
 Пётр Семёнович Воробьёв (1924—22 февраля 1945) — участник Великой Отечественной войны, гвардии младший сержант РККА, полный кавалер ордена Славы. Погиб в одном из боев 22 февраля 1945.

## Биография
Родился в 1924 в селе Надеждовка (Николаевская область) в семье крестьянина. После получения среднего образования, работал в колхозе. В Красную Армию призван 18 марта 1944. В боях Великой Отечественной войны с 5 апреля 1944. 13 апреля 1944 во время форсирования Днепра, возле села Врница (Молдова), уничтожил огневую точку противника и 17 её солдат. 17 мая 1944 награждён орденом Славы 3-й степени. Во время форсирования Вислы (11—13 августа 1944), уничтожил 12 вражеских солдат. 19 сентября 1944 награждён орденом Славы 2-й степени. Во время Сандомирско-Силезской наступательной операции 23 января 1945, Воробьёв со своим отделением одним из первых форсировал реку, продвинулся на 2 километра и уничтожил 15 вражеских солдат. Погиб во время боя 22 февраля 1945. За бой 23 января 1945, 23 апреля 1945 награждён орденом Славы 1-й степени.

## Награды
- Орден Славы I степени (23 апреля 1945);
- Орден Славы II степени (19 сентября 1944);
- Орден Славы III степени (17 мая 1944; № 65356).